# Casa Bellmunt
Casa Bellmunt és un edifici d'estil racionalista construït l'any 1931 i dissenyat per Ramon Puig i Gairalt. Està situat al Districte III, barri de Santa Eulàlia de l'Hospitalet de Llobregat (Barcelonès).
Forma part de l'Inventari del Patrimoni Arquitectònic de Catalunya, es troba protegit com a bé cultural d'interès local i està catalogat en el Pla Especial de Protecció del Patrimoni Arquitectònic de l’Hospitalet de Llobregat (PEPPA) de l'any 2001.

## Descripció
L'edifici plurifamiliar es troba construït a la cantonada entre els carrers de Santa Eulàlia i Pareto.
L'immoble consta d'una planta baixa d'ús comercial i quatre plantes pis, que cada una conté quatre habitatges per replà, amb un sol nucli d'escales centrat i coberta plana. Ramon Puig i Gairalt projectà l'edifici seguint els criteris de modernitat de l'època, amb una distribució interior funcional que permet que totes les cambres ventilin directament a l'exterior, i garanteixin la salubritat dels habitatges.
A les façanes hi ha unes grans balconades en angle recte que giren a ambdues bandes de la cantonada, amb ampits massissos i baranes de tub metàl·lic, al costat dels quals hi ha dues tribunes que tanquen els extrems dels balcons i s'estenen verticalment als quatre pisos de l'edifici. Originalment els cossos que destaquen l'angle es van construir imitant el maó vist, però les rehabilitacions posteriors no han mantingut aquesta estètica.
Les tribunes de cara a orient són petites i de forma triangular; les de la façana nord són de tall semihexagonal i irregulars, amb els costats més petits de la mateixa amplada que els dos costats de les tribunes est. Aquests miradors no sobresurten més que les balconades. Els finestrals de tot l'edifici són rectangulars.
La planta baixa, destinada a instal·lacions comercials està remarcada per una cornisa que sobresurt tant com les balconades.

## Història
L'edifici va ser construït l'any 1931, com a reforma i ampliació d'un antic edifici de planta baixa més planta pis, durant l'etapa de maduresa de l'arquitecte Ramon Puig i Gairalt, cosa que evidencia el vincle de Ramon amb les noves influències arquitectòniques del racionalisme europeu i del constructivisme. És un excel·lent exemple de l'esperit arquitectònic que defensa el GATCPAC.
L'edifici es projectà al mateix moment que es construïa el Gratacels de Collblanc, amb un llenguatge racionalista comú, emprant un tractament i joc volumètric característic i uns elements estilístics propers a l'Art Déco.